# Cestum
Cestum (лат.) — род щупальцевых гребневиков из отряда лентообразных гребневиков.
Вид Cestum veneris, называемый Венерин пояс, является самым крупным видом гребневиков, он может достигать в длину до 2,5 м. Взрослые гребневики имеют прозрачное студенистое тело лентовидной формы, сильно вытянутое в ширину и уплощенное с боков. 
По состоянию на январь 2025 год в род Cestum включают 3 вида:
- Cestum mertensii L. Agassiz, 1860
- Cestum najadis Eschscholtz, 1829
- Cestum veneris Lesueur, 1813